# Skîtkî, Ripkî
Skîtkî (în ucraineană Скитьки) este un sat în comuna Smolîhivka din raionul Ripkî, regiunea Cernihiv, Ucraina.

## Demografie
Componența lingvistică a localității Skîtkî
     Ucraineană (95,93%)
     Rusă (4,07%)
Conform recensământului din 2001, majoritatea populației localității Skîtkî era vorbitoare de ucraineană (95,93%), existând în minoritate și vorbitori de rusă (4,07%).